# Melanargia nereus
Melanargia nereus är en fjärilsart som beskrevs av Hans Fruhstorfer 1910. Melanargia nereus ingår i släktet Melanargia och familjen praktfjärilar. Inga underarter finns listade i Catalogue of Life.